# Astrid Lulling
Astrid Lulling (Schifflange, 11 giugno 1929) è una politica lussemburghese, eurodeputata per il Partito Popolare Cristiano Sociale.

## Biografia
Esponente del Partito Operaio Socialista Lussemburghese il 20 ottobre 1965 fu eletta per la prima volta eurodeputata. Nel 1971 seguì la scissione dell'ala destra del partito nel Partito Social Democratico, per cui fu rieletta.
Nel 1984, allo scioglimento del partito, è entrata nel Partito Popolare Cristiano Sociale (CSV), ed è tornata nuovamente al Parlamento europeo, restandoci poi ininterrottamente nelle file del Partito Popolare Europeo.